# Monegaški nogometni savez
Monegaški nogometni savez (FMF, Federation Monegasque de Football) je savez koji predstavlja Monako u svjetskom nogometu. Nije član ni FIFA-e ni UEFA-e i ne natječe se na nikakvim međunarodnim natjecanjima. Jedini put kad je ekipa službeno igrala bilo je na VIVA Svjetskom prvenstvu 2006., a 2010. godine nisu išli iz političkih razloga.
Monegaški nogometni savez član je Konfederacije neovisnih nogometnih saveza.
Nacionalni nogometni stadion je Stadion Luja II. u Monte Carlu.
Današnji izbornik je Thierry Petit. Najveći uspjeh monegaške reprezentacije je igranje u završnici VIVA svjetskog nogometnog prvenstva 2006. godine. 

## Utakmice
Od 2001. Monako je nastupao u 27 utakmica, pobijedio u 8, izgubio u 13, a izjednačio u 6. Kuriozitet je da je monegaška reprezentacija odigrala dvije utakmice protiv hrvatskog kluba Orijenta iz Rijeke, 2007. i 2008. godine te 2011. protiv izabrane hrvatske amaterske reprezentacije u Cap-d'Ailu.
Prema ljestvici Elo, Monako je 215. reprezentacija na svijetu. 
| Datum | Mjesto                               | Protivnik  | Rezultat(1) |                             |
| ----- | ------------------------------------ | ---------- | ----------- | --------------------------- |
| 2014. | Rim, Italija                         | Vatikan    | 2–0         | Prijateljska                |
| 2014. | Douglas, Otok Man                    | Otok Man   | 0–10        | Prijateljska                |
| 2013. | Cap-d'Ail, Francuska (H)             | Vatikan    | 2–0         | Prijateljska                |
| 2013. | Saint-Zacharie, Francuska (A)        | Provansa   | 1–6         | Prijateljska                |
| 2012. | Cap-d'Ail, Francuska (H)             | Recija     | 1–2         | Prijateljska                |
| 2011. | Rim, Italija (A)                     | Vatikan    | 2–1         | Prijateljska                |
| 2010. | Saint-Dalmas-de-Tende, Francuska (A) | Oksitanija | 1–5         | Prijateljska                |
| 2008. | Cap-d'Ail, Francuska (H)             | Provansa   | 2–3         | Prijateljska                |
| 2008. | Caraglio, Italija (A)                | Oksitanija | 2–2         | Prijateljska                |
| 2006. | Hyères, Francuska (N)                | Saami      | 1–21        | VIVA SP 2006. finale        |
| 2006. | Hyères, Francuska (N)                | Saami      | 0–14        | VIVA SP 2006. kvalifikacije |
| 2006. | Hyères, Francuska (N)                | Oksitanija | 3–2         | VIVA SP 2006. kvalifikacije |
| 2006. | Cap-d'Ail, Francuska (H)             | Kosovo     | 1–7         | Prijateljska                |
| 2005. | Cap-d'Ail, Francuska (H)             | Oksitanija | 2–1         | Prijateljska                |
| 2005. | Westside, Gibraltar (A)              | Gibraltar  | 0–4         | Prijateljska                |
| 2005. | Cap-d'Ail, Francuska (H)             | Oksitanija | 1–1         | Prijateljska                |
| 2005. | Béziers, Francuska (A)               | Oksitanija | 0–0         | Prijateljska                |
| 2002. | Rim, Italija (A)                     | Vatikan    | 0–0         | Prijateljska                |
| 2002. | Cap-d'Ail, Francuska (H)             | Gibraltar  | 2–2         | Prijateljska                |
| 2001. | Freiburg, Njemačka (N)               | Tibet      | 2–1         | Prijateljska                |

(1)-Monakov rezulatat je prvi